# Португальский марксистско-ленинский комитет
Португальский марксистско-ленинский комитет (порт. Comité Marxista-Leninista Português,  CM-LP ) — антиревизионистская марксистско-ленинская партия.  Была основана в марте 1964 года группой под руководством Франсишку Мартинша Родригиша. Мартинш, который был членом Центрального комитета Коммунистической партии Португалии, вышел из партии в январе того же года. Незадолго до этого Родригиш поссорился с генсеком ПКП Алвару Куньялом.
В 1965 году большая часть руководства CM-LP попала за решётку. В 1968 году секция, представляющая большую часть не попавшего в тюрьму руководства, начала издание O Comunista. Позже эта группа объединилась в Португальскую марксистско-ленинскую коммунистическую организацию (OCMLP).
В 1969 году по инициативе Эдуино Вилара  проводится вторая конференция другого направления. Они начали издавать Unidade Popular в марте 1969 года. В 1970 году они сформировали Коммунистическую партию Португалии (марксистско-ленинскую).